# Белошейный ибис
Белоше́йный и́бис (лат. Theristicus caudatus) — южноамериканская птица из семейства ибисовых.

## Описание
Белошейный ибис длиной от 71 до 76 см. Голова и шея коричневатые, макушка более тёмная, шея светлее. Крылья серые, белёсые по краям. Согнутый вниз клюв тёмно-серый, ноги красные. За клювом и вокруг глаз имеется чёрное оперение. Белошейный ибис похож в окраске оперения на равного по размеру чернолицого ибиса, только шея светлее и выделяется белая поверхность крыльев. Отсутствует выраженный половой диморфизм. У молодых птиц полосатая коричневая шея. У подвида Theristicus hyperorius более бледная шея и меньше белого на крыльях.

## Распространение
Белошейный ибис распространён на северном побережье Южной Америки, от Колумбии и Венесуэлы до Гвианы. На юг область распространения простирается на всю Бразилию до Мату-Гросу и северной Аргентины и Уругвая. Птицы предпочитают открытые ландшафты, а также берега рек, побережья морей и болотистые местности. Однако, их часто можно наблюдать и на большом удалении от водоёмов, например, на выжженных полях. МСОП классифицирует вид как не находящийся под угрозой, мировая популяция оценивается между 25 000 и 100 000 особей.

## Питание
Белошейный ибис питается червями, двустворчатыми, ракообразными, крупными насекомыми, улитками, амфибиями и мелкими млекопитающими.

## Размножение
Птица гнездится на деревьях или на скалах, чаще в свободных колониях. В кладке от 2 до 4 яиц.

## Подвиды
- Th. c. caudatus (Boddaert, 1783)
- Th. c. hyperorius (Todd, 1948)